# Coupe de France de football 2003-2004
 (juillet 2018).
Navigation
Coupe de France 2002-2003 Coupe de France 2004-2005
La Coupe de France 2003-2004 était la 87e édition de la coupe de France, et a vu le Paris Saint-Germain FC l'emporter sur LB Châteauroux en finale, le 29 mai 2004. 
Ce fut la sixième Coupe de France remportée par le Paris Saint-Germain FC.

## Résultats

### Trente-deuxièmes de finale
Les matchs des trente-deuxièmes de finale se sont joués les 3 et 4 janvier 2004. Le petit poucet est le club d'Aire-sur-la-Lys (PH Régionale) qui affronte l'Olympique Lyonnais, tenant du titre de Ligue 1 et alors second du classement derrière l'AS Monaco.
| Club                                 | Score | Club                            |        |
| ------------------------------------ | ----- | ------------------------------- | ------ |
| Olympique de Marseille (L1)          | 1 - 1 | RC Strasbourg (L1)              | 4-3 ** |
| Aire-sur-la-Lys (PH Régionale)       | 0 - 4 | Olympique lyonnais (L1)         |        |
| US Changéenne (DH)                   | 0 - 3 | Valenciennes FC (Nat.)          |        |
| RC Paris (CFA)                       | 1 - 3 | Toulouse FC (L1)                |        |
| FC Mantes (CFA)                      | 0 - 3 | Amiens SC (L2)                  |        |
| AS Poissy (CFA)                      | 0 - 0 | Croix de Savoie (CFA)           | 2-4 ** |
| Saint-Colomban Locminé (DH)          | 0 - 2 | Stade Brestois (Nat.)           |        |
| Stade Plabennecois (CFA2)            | 3 - 0 | Jeanne d'Arc de Biarritz (DHR)  |        |
| US Boulogne (CFA)                    | 2 - 3 | US Créteil-Lusitanos (L2)       |        |
| Vendée Fontenay Foot (CFA)           | 0 - 0 | FUSC Bois-Guillaume (CFA2)      | 4-3 ** |
| AS Moulins (CFA)                     | 0 - 1 | OGC Nice (L1)                   |        |
| Dijon FCO (Nat.)                     | 0 - 0 | AS Saint-Étienne (L2)           | 3-1 ** |
| RC Lens (L1)                         | 1 - 0 | Le Mans UC (L1)                 |        |
| Ajaccio GFCO (Nat.)                  | 3 - 2 | EDS Montluçon (CFA2)            |        |
| SM Caen (L2)                         | 1 - 0 | Le Havre AC (L2)                |        |
| Stade lavallois (L2)                 | 0 - 1 | Stade de Reims (Nat.)           |        |
| ESA Brive (CFA)                      | 1 - 1 | FC Lorient (L2)                 | 3-1 ** |
| Aviron Bayonnais (CFA)               | 4 - 4 | EA Guingamp (L1)                | 5-3 ** |
| Girondins de Bordeaux (L1)           | 2 - 0 | FC Libourne-Saint-Seurin (Nat.) |        |
| FC Mulhouse (CFA)                    | 0 - 2 | Montpellier HSC (L1)            |        |
| Racing Club Épernay Champagne (CFA2) | 0 - 0 | ASOA Valence (L2)               | 3-5 ** |
| AJ Auxerre (L1)                      | 2 - 0 | FC Sochaux (L1)                 |        |
| Beaujolais Mont-d'Or (DH)            | 1 - 2 | FC Nantes (L1)                  |        |
| Ernolsheim (DH)                      | 0 - 3 | AS Cannes (Nat.)                |        |
| FC Bourg-Péronnas (Nat.)             | 4 - 3 | FC Martigues (CFA)              | *      |
| Besançon RC (L2)                     | 2 - 0 | SC Bastia (L1)                  |        |
| AS Nancy-Lorraine (L2)               | 0 - 0 | LOSC Lille Métropole (L1)       | 5-4 ** |
| Paris SG (L1)                        | 3 - 2 | ES Troyes AC (L2)               | *      |
| Grenoble Foot (L2)                   | 0 - 1 | LB Châteauroux (L2)             |        |
| AC Ajaccio (L1)                      | 0 - 2 | FC Gueugnon (L2)                |        |
| FC Metz (L1)                         | 0 - 2 | AS Monaco (L1)                  |        |
| SCO Angers (L2)                      | 0 - 0 | Stade rennais (L1)              | 4-5 ** |

 *  - après prolongation

 **  - aux tirs au but

### Seizièmes de finale
Les matchs des seizièmes de finale se sont joués les 23, 24 et 25 janvier 2004. 
| Club                        | Score | Club                       |        |
| --------------------------- | ----- | -------------------------- | ------ |
| Aviron Bayonnais (CFA)      | 1 - 0 | Girondins de Bordeaux (L1) | *      |
| Olympique de Marseille (L1) | 1 - 2 | Paris SG (L1)              | *      |
| AJ Auxerre (L1)             | 2 - 0 | Montpellier HSC (L1)       |        |
| FC Bourg-Péronnas (Nat.)    | 0 - 5 | Olympique lyonnais (L1)    |        |
| Dijon FCO (Nat.)            | 2 - 1 | RC Lens (L1)               |        |
| ASOA Valence (L2)           | 2 - 2 | LB Châteauroux (L2)        | 4-5 ** |
| Besançon RC (L2)            | 1 - 3 | US Créteil-Lusitanos (L2)  |        |
| FC Gueugnon (L2)            | 1 - 3 | Stade de Reims (Nat.)      |        |
| SM Caen (L2)                | 1 - 0 | AS Cannes (Nat.)           |        |
| ESA Brive (CFA)             | 3 - 2 | AS Nancy-Lorraine (L2)     | *      |
| Amiens SC (L2)              | 3 - 0 | Stade Plabennecois (CFA2)  |        |
| Ajaccio GFCO (Nat.)         | 1 - 3 | Stade Brestois (Nat.)      |        |
| Valenciennes FC (Nat.)      | 0 - 0 | AS Monaco (L1)             | 1-4 ** |
| Croix de Savoie (CFA)       | 0 - 2 | Stade rennais (L1)         |        |
| Vendée Fontenay Foot (CFA)  | 0 - 3 | FC Nantes (L1)             |        |
| Toulouse FC (L1)            | 0 - 0 | OGC Nice (L1)              | 5-4 ** |

 *  - après prolongation

 **  - aux tirs au but

### Huitièmes de finale
Les matchs des huitièmes de finale se sont joués les 10 et 11 février 2004.
| Club                   | Score  | Club                      |       |
| ---------------------- | ------ | ------------------------- | ----- |
| ESA Brive (CFA)        | 1 - 0  | AJ Auxerre (L1)           |       |
| Aviron Bayonnais (CFA) | 0 - 2, | Paris SG (L1)             |       |
| AS Monaco (L1)         | 4 - 1  | Olympique lyonnais (L1)   |       |
| Toulouse FC (L1)       | 1 - 1  | Stade rennais (L1)        | 6-7 * |
| FC Nantes (L1)         | 4 - 0  | Stade Brestois (Nat.)     |       |
| Amiens SC (L2)         | 1 - 0  | SM Caen (L2)              |       |
| LB Châteauroux (L2)    | 2 - 0  | US Créteil-Lusitanos (L2) |       |
| Dijon FCO (Nat.)       | 1 - 1  | Stade de Reims (Nat.)     | 4-2 * |

 *  - aux tirs au but

### Quarts de finale
Les matchs des quarts de finale se sont joués les 16 et 17 mars 2004.
| Club            | Score | Club                |  |
| --------------- | ----- | ------------------- |  |
| ESA Brive (CFA) | 1 - 2 | Paris SG (L1)       |  |
| Amiens SC (L2)  | 0 - 1 | Dijon FCO (Nat.)    |  |
| FC Nantes (L1)  | 3 - 2 | Stade rennais (L1)  |  |
| AS Monaco (L1)  | 0 - 1 | LB Châteauroux (L2) |  |

### Demi-finale
Les matchs de la demi-finale eurent lieu le 28 avril 2004.
| Club                | Score | Club             |       |
| ------------------- | ----- | ---------------- | ----- |
| FC Nantes (L1)      | 1 - 1 | Paris SG (L1)    | 3-4 * |
| LB Châteauroux (L2) | 2 - 0 | Dijon FCO (Nat.) |       |

 *  - aux tirs au but

### Finale
| Clubs                  | Paris Saint-Germain FC - LB Châteauroux |
| Score                  | 1-0 (0-0) |
| Date                   | 29 mai 2004 |
| Stade                  | Stade de France, Saint-Denis 78 357 spectateurs |
| Arbitre                | M. Stéphane Bré |
| Buts                   | Pauleta (65e) pour Paris Saint-Germain. |
| Paris Saint-Germain FC | Lionel Letizi-Branko Boskovic (puis Selim Benachour, 73e), Talal El Karkouri, José-Karl Pierre-Fanfan, Bernard Mendy-Frédéric Déhu , Lorik Cana, Danijel Ljuboja (puis Romain Rocchi, 84e)-Pauleta (puis Alioune Touré, 89e), Modeste M'Bami, Fabrice Fiorèse Entraîneur : Vahid Halilhodžić |
| LB Châteauroux         | Rodolphe Roche-Jimmy Algerino, Wissam El Bekri (puis Johann Paul, 76e), Eddy Viator, Teddy Bertin -Karim Fradin, Marc-Éric Gueï, Sébastien Roudet-David Vandenbossche, Armindo Ferreira, Djibril Sidibé Entraîneur : Victor Zvunka                                                           |